# Jonschwil
Jonschwil – miejscowość i gmina w Szwajcarii, w kantonie St. Gallen, w okręgu Wil. Leży nad rzeką Thur. 

## Demografia
W Jonschwil mieszka 3 920 osób. W 2021 roku 12,7% populacji gminy stanowiły osoby urodzone poza Szwajcarią.  

## Współpraca
Miejscowość partnerska:
- Schwarzenbach, Austria
- Schwarzenbach an der Saale, Niemcy

## Transport
Przez teren gminy przebiegają drogi główne nr 430 i nr 431.